# هينريتش روزنتال
هينريتش روزنتال (بالإستونية: Heinrich Rosenthal)‏ هو طبيب إستوني، ولد في 25 يونيو 1846، وتوفي في 10 مايو 1916.